# Linoleum

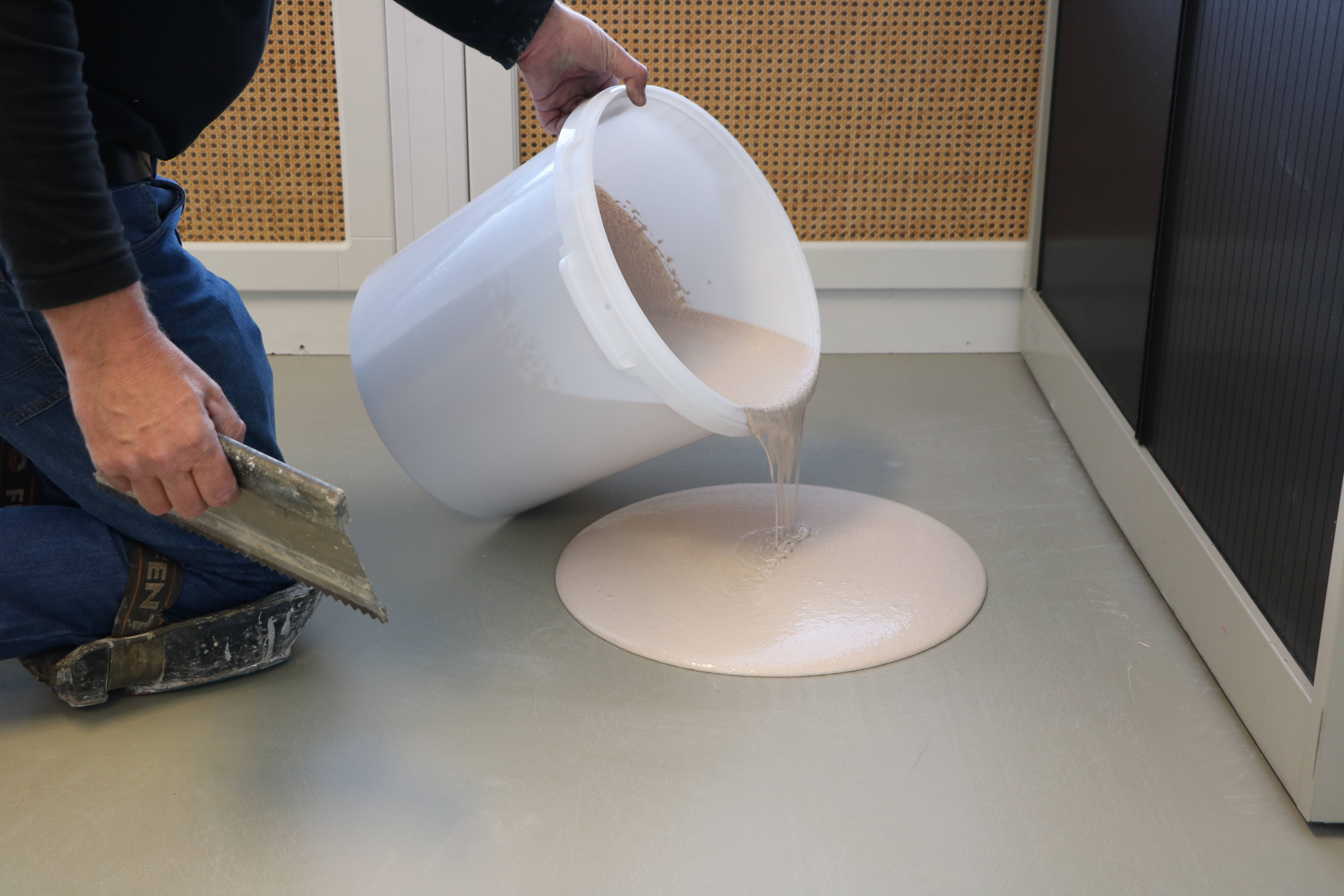
Aanbrengen vloeibaar linoleum

Linoleum is een slijtvaste vloerbedekking van enkele millimeters dik. Het is een natuurproduct met een grote indrukvastheid. De naam komt van de Latijnse woorden Linum (vlas) en Oleum (olie), en het voornaamste bestanddeel is dan ook lijnzaadolie (afkomstig uit vlas, Linum usitatissimum) en als aanvulling daarop kurk of houtmeel en hars op een rug van jute.

## Geschiedenis
De vloerbedekking linoleum is gepatenteerd in 1860 en 1863 door de Engelsman Frederick Walton. Bij verschillende proefnemingen met lijnolie zag Walton dat lijnolie de eigenschap heeft een vel te vormen bij blootstelling aan zuurstof, zoals ook verf een vel vormt.
Eerst trachtte hij daarmee een lak te vervaardigen, maar dat mislukte. Vervolgens probeerde hij op grotere schaal een grondstof te vervaardigen door lijnolie op grote metalen platen te strijken en er na oxidatie weer af te schrapen. Door een grote brand verloor hij die onderneming.
Tussen 1844 en 1860 gebruikte men in Schotland een vloerbedekking als voorloper van het linoleum met de naam Kamptulicon. De soortnaam was afgeleid van het Griekse woord voor buigen. Dit werd vervaardigd door gemalen kurk, rubber, lijnolie (niet geoxideerd) en bepaalde gomsoorten met elkaar te vermengen en tussen walsen in vellen uit te persen.
Omdat rubber aan populariteit won, steeg de prijs van deze grondstof zodanig dat Kamptulicon te duur werd. Walton verving de rubber in het product door geoxideerde lijnolie en vermengde deze weer met kurk en gommen. Om het materiaal sterker te maken walste hij er een juten rugweefsel onder. Het bleek een sterk en duurzaam product.
Walton probeerde het woord linoleum 14 jaar na zijn uitvinding als merk te registeren maar kreeg geen toelating. Het product was inmiddels al zo algemeen bekend in de markt dat het hiermee het eerste merk was dat als algemeen productsoort werd aangeduid.
Walton zocht een producent voor zijn uitvinding en klopte aan bij producenten van een concurrerende soort vloerbedekking: het vloerzeil. Dit bestond uit zwaar zeildoek van hennep dat decoratief gesjablonneerd werd. Het woord zeil wordt nog altijd gebruikt. Toen  niemand zich aan de onderneming wilde wagen, besloot hij zelf fabrikant van het nieuwe materiaal te worden.
In het begin ging het Walton niet voor de wind. Hij had problemen met het personeel, er braken verschillende branden uit. Die ontstonden vooral door het zeer explosieve kurkpoeder. Ondanks alles lukte het hem een florerende productie op te zetten. Na Schotland kwamen er fabrieken in Noord-Amerika, Duitsland en België.

## Fabricage in Nederland
In 1898 tekende de Zaanse ondernemer P.H. Kaars Sijpesteijn, zoon van Willem Kaars Sijpesteijn, een contract met Walton voor de vervaardiging in licentie van linoleum in Krommenie. Een jaar later werd de Nederlandsche Linoleumfabriek opgericht en ging de productie van het artikel van start. De onderneming werd nationaal en internationaal een begrip. Sinds 1968 maakte Nederlandsche Linoleumfabriek (NLF) deel uit van de Swiss Forbo-groep. In 1974 werd de naam gewijzigd van NLF-Krommenie in Forbo-Krommenie.
Sinds 1974 vindt de fabricage plaats in de fabriek van de voormalige Nederlandsche Linoleumfabriek te Assendelft door Forbo Flooring B.V., die het product verkoopt onder merknaam Marmoleum. Voorheen werd de fabricage verricht in fabrieken in Krommenie en het daaraan grenzende Assendelft.

## Fabricageproces
De lijnzaadolie wordt eerst ingekookt, waarbij ze oxideert en later sneller hard wordt. Daarna wordt deze massa vermengd met hars, vulmiddel (kurk- of houtmeel) en eventueel kleurstof. Daarna wordt ze op de rug van jutedoek gewalst. Na deze behandelingen moet linoleum eerst een tijdlang opgehangen worden in torens, omdat de lijnolie nog zacht is. Pas als de lijnolie uitgehard is kan het linoleum verder verwerkt en verkocht worden. Wereldwijd zijn er drie fabrikanten, waarvan Forbo met 65% marktaandeel de grootste is.
Linoleum kan in vloeibare vorm ook direct aangebracht worden op de ondervloer. Een mengsel van lijnolie, biopolymeer gebruikt met kurkmeel, minerale vulstoffen en pigment wordt in dat geval op locatie aangebracht en hardt hier uit.

## Onderhoud
Vanwege de samenstelling mogen geen agressieve schoonmaakmiddelen gebruikt worden, omdat de lijnolie dan verwijderd wordt, die een onderdeel van het linoleum is. Er zijn daarom ook speciale schoonmaakmiddelen die zorgen dat het een beetje vettig blijft.

## Toepassingen
In openbare gebouwen, woningen en werkplaatsen wordt het gebruikt, alsook aan boord van (marine)schepen, treinen, trams, bussen en vliegtuigen. Ook in ziekenhuizen wordt het veelvuldig toegepast, mede vanwege de bacteriostatische eigenschappen; micro-organismen kunnen zich er niet op ontwikkelen. Een speciale toepassing is in gymzalen in de vorm van kurklinoleum, een soort die in geringe mate veert.
Vooral in keukens wordt veel meer het goedkopere vinyl (zeil) gebruikt, en ook op andere terreinen wordt steeds meer vinyl gebruikt in plaats van linoleum.
Linoleum wordt ook gebruikt voor het maken van linosnedes: er wordt eerst een patroon uit een stuk gegutst, daarna wordt er op de hogere delen een verflaag gerold, dan volgt de druktechniek, door de linoleum met een roldruk machine te printen op papier of karton.
Tevens kent de creatieve toepassing “lino-inleg”. Er wordt een stukje van een patroon uitgesneden en met een andere kleur weer ingelegd. Als laatste techniek snijdt men kleine stukjes linoleum en plakt ze in een motief op hardboard, waarna de voegen met een pasta worden gevuld.

## Galerij

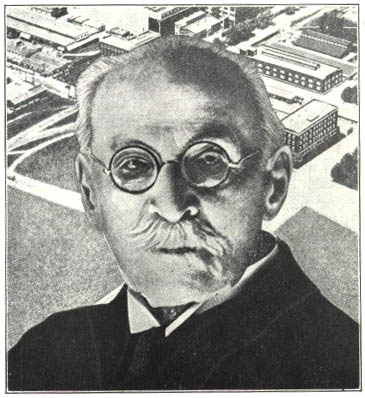
Frederick Walton 1833 - 1928
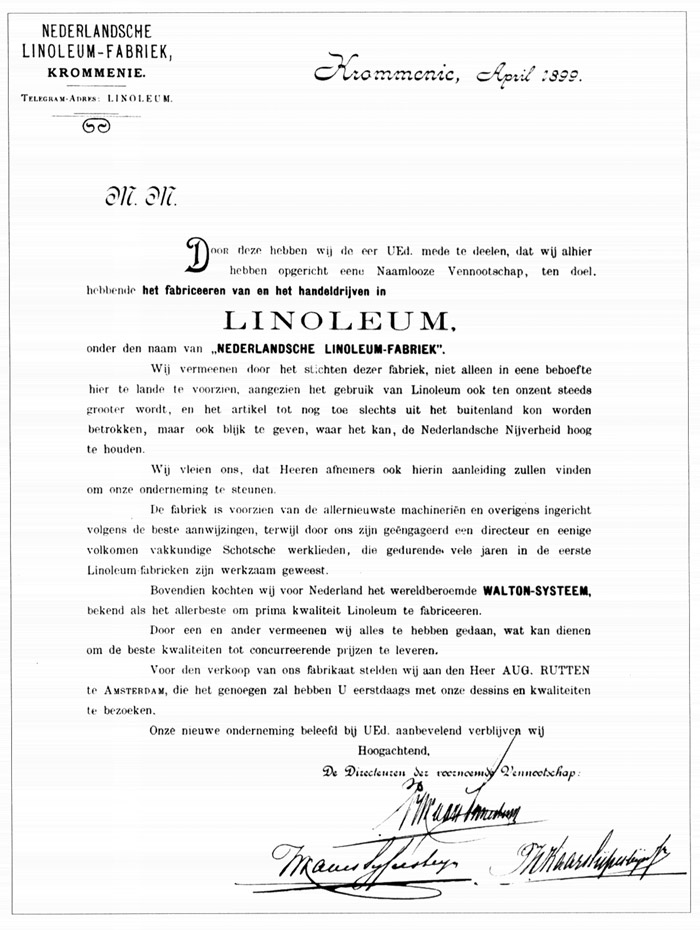
Oprichtingsbrief Nederlandsche Linoleumfabriek uit 1899
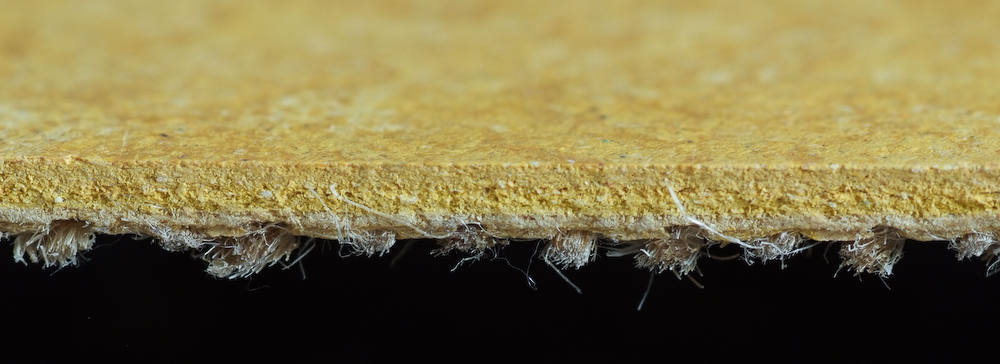
Een doorsnede van een stuk linoleum
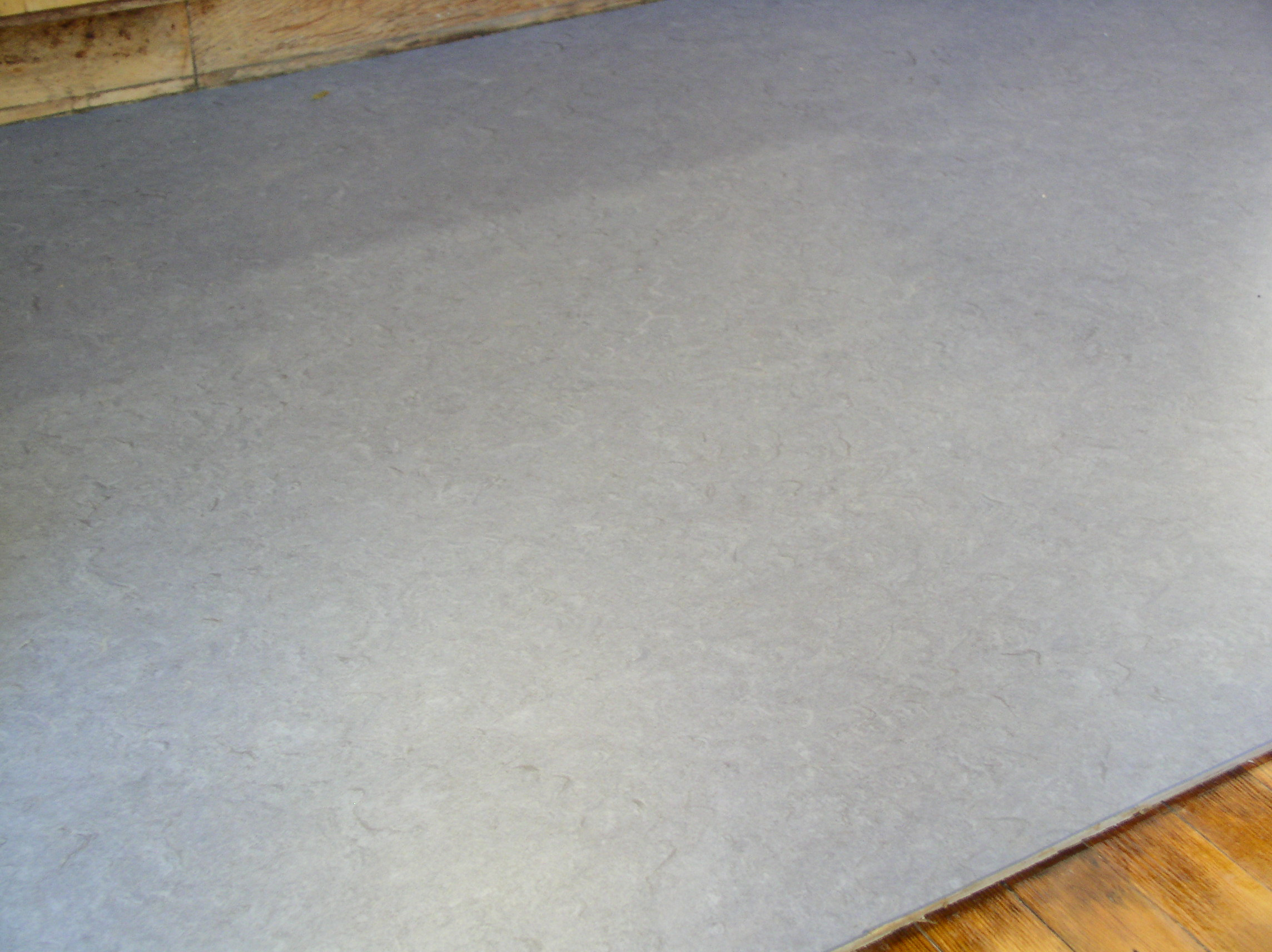
Een zeer herkenbaar type grijs linoleum
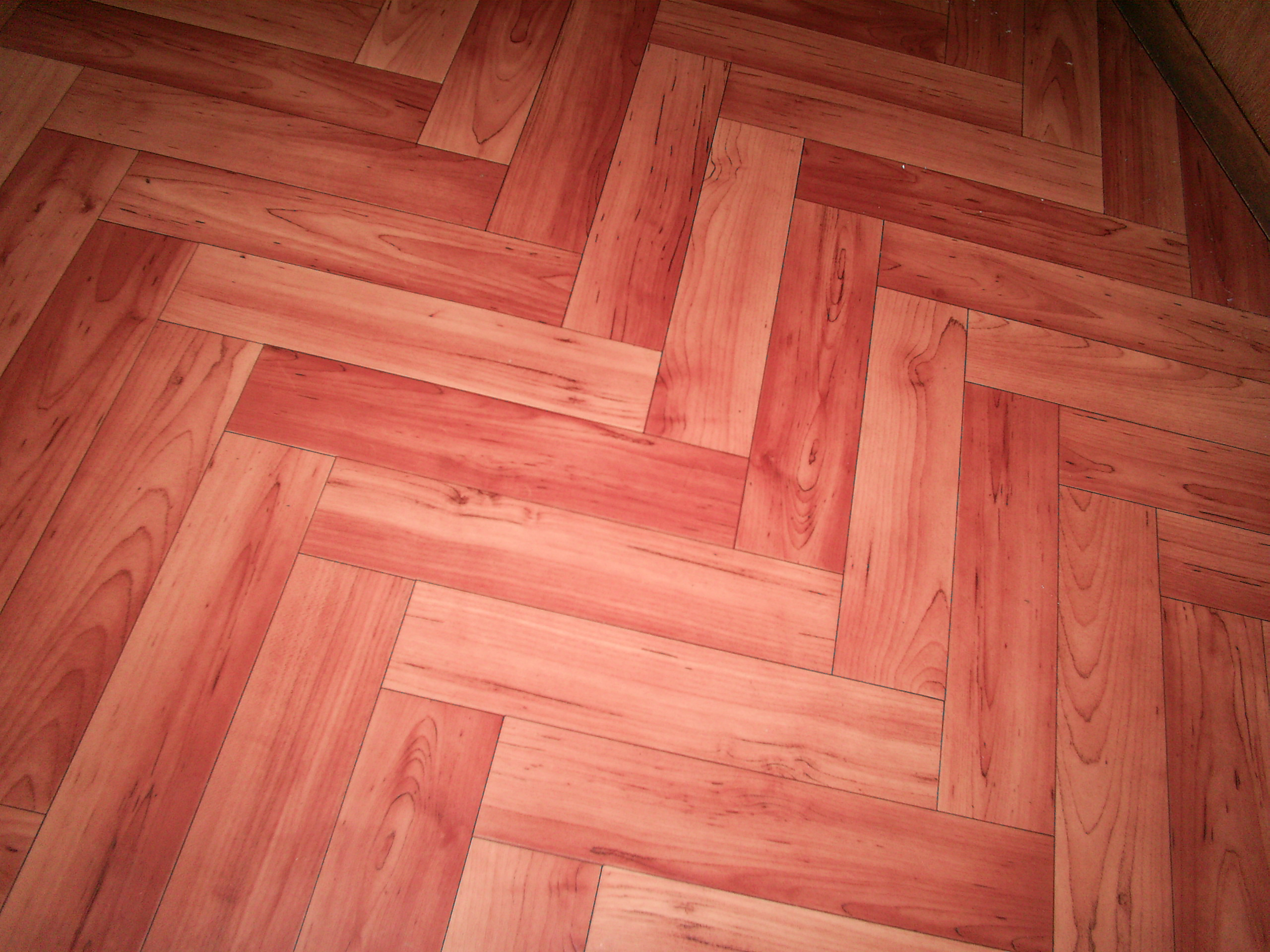
Linoleum in parketmotief

## Uitspraak
Er is vaak onduidelijkheid over de uitspraak van het woord linoleum. Is het linóleum of linoléum? De enige juiste uitspraak is de eerste, met de klemtoon op de 'o'.